# Venjans församling
Venjans församling var en församling i Västerås stift och i Mora kommun i Dalarnas län. Församlingen uppgick 2010 i Mora församling. 

## Administrativ historik
Församlingen bildades 9 december 1607 genom en utbrytning ur Mora församling. Församlingen var från 7 oktober 1885 uppdelad i två områden för kyrkobokföringen som till  6 april 1976 utgjorde två kyrkobokföringsdistrikt: Venjans kbfd (203802, från 1971 206205) och Söromsjöns kbfd (203801, från 1971 206204).
Församlingen utgjorde från utbrytningen till 1989 ett eget pastorat för att från 1989 till 2010 vara annexförsamling i pastoratet Mora, Våmhus och Venjan som från 2006 även omfattade Solleröns församling. Församlingen uppgick 2010 i Mora församling.

## Kyrkobyggnader
- Venjans kyrka